# イモージェン・ホルスト

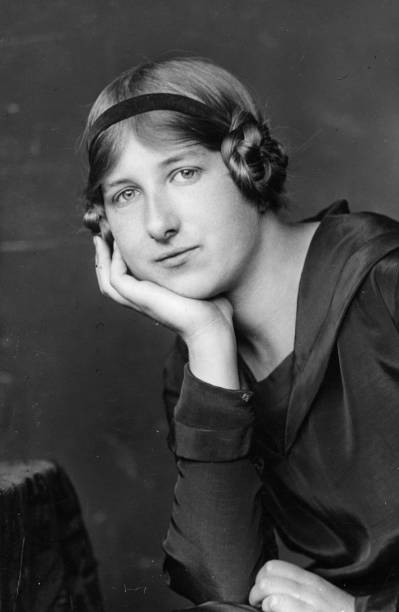
イモージェン・ホルスト

イモージェン・クレア・ホルスト（Imogen Claire Holst CBE, 1907年4月12日 - 1984年3月9日、76歳没）は、イギリスの音楽学者、指揮者、作曲家、鍵盤楽器奏者。「イモージェン」と表記されるが、発音としては、イにアクセントがつき「イモジェン」と読む。父 グスターヴ・ホルストの作品の編曲・指揮などで知られる。

## 人物・来歴
作曲家グスターヴ・ホルストの娘として、イギリスの大ロンドン特別区リッチモンドに生まれた。
父 グスターヴが音楽教師をしていたハマースミスのセント・ポール女学院を経て、王立音楽大学に第二次世界大戦中の1941年から1944年まで在学し、レイフ・ヴォーン・ウィリアムズおよびゴードン・ジェイコブに師事した。1943年から1951年にかけて音楽・美術振興委員会 (Council for the Encouragement of Music and the Arts) にオルガニストとして勤務し、ダーリントン・ホール内のアート・センターの音楽監督を務めた。
1952年、イモージェン・ホルストはオールドバラに行き、作曲家ベンジャミン・ブリテンと共同で働くようになった。音楽にすべてを捧げるかのようなイモジェンのダーリントンにおける献身ぶりを見ていたピーター・ピアーズは、彼女ならブリテンとオールドバラ音楽祭を基礎のところからしっかりと支えてくれるだろうと思い、ブリテンが音楽祭の終了後すぐにオールドバラで一緒に働こうと誘った。イモジェンは承諾し、1952年の9月、彼女はオールドバラの下宿に引っ越しをした。しかし最初のころは給料の支払いが不明瞭で、ブリテンはイモジェンに定期的にではなく少しずつしか給料を払ってくれなかった。彼女が父の遺産を母に譲り渡し自分で使えるお金は僅かしかないのだということに気付いていなかった。そのためイモジェンはオールドバラでは極めて倹約して暮らすこととなったが、ブリテンと深く関わることのできる精神的な喜びは肉体的なつらさを補って余りあるものだった。その後の12年間の人生はブリテンを補助することと音楽祭を発展させることを目的としたものになった。1956年にはオールドバラ音楽祭の芸術監督に就任する。1953年には古楽演奏団体パーセル・シンガースを創立し、1967年までパーセル・シンガースの指揮者を務めた。
イモージェンの音楽学者としての著作で最も有名なものは、父 グスターヴの伝記である。他に中世音楽、イギリス民謡、ルネサンス音楽、バロック音楽についての著書が多数ある。作曲家としては、声楽曲、弦楽曲、イギリス民謡の編曲で知られる。
1984年、オールドバラで逝去。76歳没。イモージェンの墓はオールドバラの聖ピーター聖ポール教会にあり、ブリテンとピーター・ピアーズの墓の真後ろに位置している。